# Bures St. Mary
Bures St. Mary – civil parish w Anglii, w Suffolk, w dystrykcie Babergh. W 2011 civil parish liczyła 918 mieszkańców.